# Línea 469 (Interurbanos Madrid)
La línea 469 de la red de autobuses interurbanos de Madrid une el intercambiador de Plaza Elíptica con Parla Este.

## Características
Esta línea une Madrid con los desarrollos del este de Parla, en un trayecto de 40 minutos de duración.
La línea no mantiene los mismos horarios todo el año, desde el 1 al 31 de agosto se reducen el número de expediciones, además de los días excepcionales vísperas de festivo y festivos de Navidad en los que los horarios también cambian y se reducen.
Está operada por Avanza Movilidad Integral mediante la concesión administrativa VCM-403 - Madrid – Parla – Yunclillos (Viajeros Comunidad de Madrid) del Consorcio Regional de Transportes de Madrid.

## Horarios

### 1 septiembre - 31 julio
| Lunes a viernes laborables | Lunes a viernes laborables | Sábados laborables, domingos y festivos | Sábados laborables, domingos y festivos |
| Madrid > Parla             | Parla > Madrid             | Madrid > Parla                          | Parla > Madrid                          |
| 06:45                      | 05:45                      | 06:50                                   | 06:50                                   |
| 07:25                      | 06:25                      | 07:40                                   | 07:40                                   |
| 08:05                      | 07:05                      | 08:30                                   | 08:30                                   |
| 08:45                      | 07:45                      | 09:20                                   | 09:20                                   |
| 09:25                      | 08:25                      | 10:10                                   | 10:10                                   |
| 10:05                      | 09:05                      | 11:00                                   | 11:00                                   |
| 10:45                      | 09:45                      | 12:00                                   | 12:00                                   |
| 11:25                      | 10:25                      | 13:00                                   | 13:00                                   |
| 12:05                      | 11:05                      | 14:00                                   | 14:00                                   |
| 12:45                      | 11:45                      | 15:00                                   | 15:00                                   |
| 13:25                      | 12:25                      | 16:00                                   | 16:00                                   |
| 14:05                      | 13:05                      | 17:00                                   | 17:00                                   |
| 14:45                      | 13:45                      | 18:00                                   | 18:00                                   |
| 15:25                      | 14:25                      | 19:00                                   | 19:00                                   |
| 16:05                      | 15:05                      | 20:00                                   | 20:00                                   |
| 16:45                      | 15:45                      | 21:00                                   | 21:00                                   |
| 17:25                      | 16:25                      | 22:00                                   | 22:00                                   |
| 18:05                      | 17:05                      | 23:00                                   |                                         |
| 18:45                      | 17:45                      |                                         |                                         |
| 19:25                      | 18:25                      |                                         |                                         |
| 20:05                      | 19:05                      |                                         |                                         |
| 21:00                      | 19:55                      |                                         |                                         |
| 22:05                      | 21:00                      |                                         |                                         |
| 22:55                      | 21:55                      |                                         |                                         |

### 1 - 31 agosto
| Lunes a viernes laborables | Lunes a viernes laborables | Sábados laborables, domingos y festivos | Sábados laborables, domingos y festivos |
| Madrid > Parla             | Parla > Madrid             | Madrid > Parla                          | Parla > Madrid                          |
| 07:00                      | 06:10                      | 06:55                                   | 06:10                                   |
| 07:35                      | 06:45                      | 07:40                                   | 06:55                                   |
| 08:10                      | 07:20                      | 08:25                                   | 07:40                                   |
| 08:45                      | 07:55                      | 09:10                                   | 08:25                                   |
| 09:15                      | 08:25                      | 09:55                                   | 09:10                                   |
| 10:00                      | 09:10                      | 10:45                                   | 09:55                                   |
| 10:50                      | 10:00                      | 11:35                                   | 10:45                                   |
| 11:40                      | 10:50                      | 12:30                                   | 11:35                                   |
| 12:30                      | 11:40                      | 13:30                                   | 12:30                                   |
| 13:20                      | 12:30                      | 14:30                                   | 13:30                                   |
| 14:10                      | 13:20                      | 15:30                                   | 14:30                                   |
| 15:00                      | 14:10                      | 16:30                                   | 15:30                                   |
| 15:35                      | 14:45                      | 17:30                                   | 16:30                                   |
| 16:10                      | 15:20                      | 18:30                                   | 17:30                                   |
| 16:45                      | 15:55                      | 19:30                                   | 18:30                                   |
| 17:20                      | 16:30                      | 20:30                                   | 19:30                                   |
| 17:55                      | 17:05                      | 21:30                                   | 20:30                                   |
| 18:30                      | 17:40                      | 22:30                                   | 21:30                                   |
| 19:05                      | 18:15                      |                                         |                                         |
| 19:40                      | 18:50                      |                                         |                                         |
| 20:30                      | 19:40                      |                                         |                                         |
| 21:20                      | 20:30                      |                                         |                                         |
| 22:05                      | 21:20                      |                                         |                                         |
| 22:50                      | 22:05                      |                                         |                                         |

## Recorrido y paradas

### Sentido Parla
| Código | Parada                                        | Común con                                 | Conexiones con Metro   | Municipio   | Zona |
| ------ | --------------------------------------------- | ----------------------------------------- | ---------------------- | ----------- | ---- |
| 17042  | Intercambiador de Plaza Elíptica (dársena 11) | 464                                       | Plaza Elíptica         | Madrid      |      |
| 5349   | Tanatorio Sur                                 | SE702 441 442 443 444 446 460 461 463 464 |                        | Madrid      |      |
| 07641  | Ctra. A42 - Pol. Ind. Prado Overa             | 441 442 443 444 446 460 461 463 464 470   |                        | Madrid      |      |
| 08274  | Ctra. A42 Km 15                               | 461                                       |                        | Getafe      |      |
| 08185  | Ctra. A42 - Pol. Ind. Acedinos                | 455 461 462 470                           |                        | Fuenlabrada |      |
| 08073  | Ctra. A42 - Cruce Cobo Calleja                | 460 461 462 463 464                       |                        | Fuenlabrada |      |
| 08078  | Ctra. A42 - Pol. Ind. Cantueña                | 461 462 463 464 471                       |                        | Fuenlabrada |      |
| 08082  | Ctra. A42 - Pol. Ind. Gallegos                | 461 462 471                               |                        | Fuenlabrada |      |
| 07790  | Ctra. M408 - Laguna Negra                     | 460 461 462 463 464 471                   |                        | Parla       |      |
| 13103  | J. Romero Torres - Est. J. Romero de Torres   |                                           | Julio Romero de Torres | Parla       |      |
| 13102  | Picasso - Est. Plaza de Toros                 |                                           | Plaza de Toros         | Parla       |      |
| 13100  | Picasso - Pinto                               |                                           |                        | Parla       |      |
| 12286  | Av. América - Florida                         | 462 3                                     |                        | Parla       |      |
| 16411  | P.º República Dominicana - Av. América        | 3                                         |                        | Parla       |      |
| 16413  | P.º República Dominicana - Galápagos          | 3                                         |                        | Parla       |      |
| 16415  | Av. Planetas - República Dominicana           | 3                                         |                        | Parla       |      |
| 16417  | Av. Planetas - Est. Estrella Polar Sur        | 3                                         | Estrella Polar Sur     | Parla       |      |
| 16417  | Av. Planetas - Est. Venus Sur                 |                                           | Venus Sur              | Parla       |      |
| 16421  | Av. Planetas - Est. Tierra Sur                | 3                                         | Tierra Sur             | Parla       |      |
| 16423  | Av. Planetas - Planeta Marte                  | 3                                         |                        | Parla       |      |
| 16829  | Av. Galaxias - Av. Sistema Solar              |                                           |                        | Parla       |      |
| 16827  | Av. Juan Carlos I - Cementerio                |                                           |                        | Parla       |      |
| 16833  | Av. Leguario - Piscinas Municipales           | 3                                         |                        | Parla       |      |
| 16825  | Av. Leguario - Luis Chamizo                   | 3                                         |                        | Parla       |      |
| 16823  | Av. Leguario - Pablo Gargallo                 | 3                                         |                        | Parla       |      |

### Sentido Madrid
| Código | Parada                                        | Común con                               | Conexiones con Metro   | Municipio   | Zona |
| ------ | --------------------------------------------- | --------------------------------------- | ---------------------- | ----------- | ---- |
| 16824  | Av. Leguario - Jorge Luis Borges              | 3                                       |                        | Parla       |      |
| 16826  | Av. Leguario - Parque de los Escritores       | 1 2 3                                   |                        | Parla       |      |
| 16003  | Av. Leguario - Colegio                        | 1 2 3                                   |                        | Parla       |      |
| 16828  | Av. Juan Carlos I - Cementerio                |                                         |                        | Parla       |      |
| 16830  | Av. Galaxias - Av. Sistema Solar              |                                         |                        | Parla       |      |
| 16424  | Av. Planetas - Planeta Júpiter                |                                         |                        | Parla       |      |
| 16639  | Av. Estrellas - Est. Tierra Norte             | 3                                       | Tierra Norte           | Parla       |      |
| 16640  | Av. Estrellas - Est. Venus Norte              | 3                                       | Venus Norte            | Parla       |      |
| 16641  | Av. Estrella - Estrella Denébola              | 3                                       |                        | Parla       |      |
| 16642  | Av. Estrellas - Est. Estrella Polar Norte     | 3                                       | Estrella Polar Norte   | Parla       |      |
| 16643  | P.º República Dominicana - Av. Planetas       | 3                                       |                        | Parla       |      |
| 16414  | P.º República Dominicana - Galápagos          | 3                                       |                        | Parla       |      |
| 16412  | P.º República Dominicana - Costa Rica         | 3                                       |                        | Parla       |      |
| 12285  | Av. América - Jaime I El Conquistador         | 462 3                                   |                        | Parla       |      |
| 13099  | Picasso - Centro Comercial                    |                                         |                        | Parla       |      |
| 13101  | Picasso - Est. Plaza de Toros                 |                                         | Plaza de Toros         | Parla       |      |
| 13104  | J. Romero Torres - Est. J. Romero de Torres   |                                         | Julio Romero de Torres | Parla       |      |
| 07791  | Ctra. M408 - Pol. Ind. Buenavista             | 460 461 462 463 464 471                 |                        | Parla       |      |
| 08081  | Ctra. A42 - Centro Difusión Medioambiental    | 461 462 471                             |                        | Fuenlabrada |      |
| 08079  | Ctra. A42 - Los Claveles                      | 461 462 463 464 471                     |                        | Fuenlabrada |      |
| 17998  | Ctra. A42 Km 15                               | 455 461 462                             |                        | Getafe      |      |
| 07640  | Ctra. A42 - Pol. Ind. Prado Overa             | 441 442 443 444 446 460 461 463 464 470 |                        | Madrid      |      |
| 5687   | Avenida de los Poblados - Carretera Toledo    | 155 441 442 443 444 446 460 461 463 464 |                        | Madrid      |      |
| 17042  | Intercambiador de Plaza Elíptica (dársena 11) | 464                                     | Plaza Elíptica         | Madrid      |      |